# نيشان الجمهورية (مولدوفا)
نيشان الجمهورية (بالرومانية: Ordinul Republicii)‏ هو أعلى وسام في مولدوفا. تم منحه من قبل رئيس مولدوفا لمزايا استثنائية في جميع المجالات التي تفيد مولدوفا والإنسانية ككل. تم إنشاء الطلب في يوليو 1992 وصُنع طوقه وشارته من الفضة.
لا يمكن للمتلقي استلام الجائزة مرتين. الجائزة التالية (الأدنى) هي نيشان ستيفان سيل ماري.

## المستلمون

### مولدوفا
- غريغوري زابوحليه
- سيلفيو بريجان
- فلاديمير بشليجا
- فاليريو بوبوك
- إيفان بوديول - الزعيم السابق لمولدوفا السوفيتية
- بيترو بوجاتو
- لورينا بوغزا
- تيموفي موسنيغا - وزير الصحة السابق في مولدوفا
- فاسيلي بوتنارو
- فال بوتنارو
- ميهاي سيمبوي
- دوميترو سيوباشينكو
- نيكولاي دابيجا
- ايون درو
- كورينا فوسو
- أناتولي جوليا
- زينيدا غريسيانيي
- أنيتا جروسو
- ايون هادركي
- بترو لوسينشي - الرئيس السابق لمولدوفا
- نيكولاي ميتشاش
- فيكتور بوشكاش
- سيرجيو راداوتان
- فاليريو سهارنيو
- ميرسيا سنيغور - أول رئيس لمولدوفا
- أندريه سترامبيانو
- نيكولاي سولاك
- قسطنطين توناس (صحفي)
- فاسيلي تارليف
- فيكتور تيليوكا
- دنيا ألديا تودوروفيتشي
- أيون ألديا تيودوروفيتشي
- سيرافيم يوريشان
- فالنتينا أورسو
- جريجور فيرو
- ميهاي فولونتير
- فيسسلاف إيوردان
- ايلينا زامورا
- أوريليان سيلفسترو
- بافيل سيبانو - رئيس الاتحاد المولدوفي لكرة القدم[1]
- فيسيسلاف وينتيتش - رئيس محكمة الحسابات (مولدوفا)[2]
- أيون مادان - عضو سابق في برلمان مولدوفا[3]

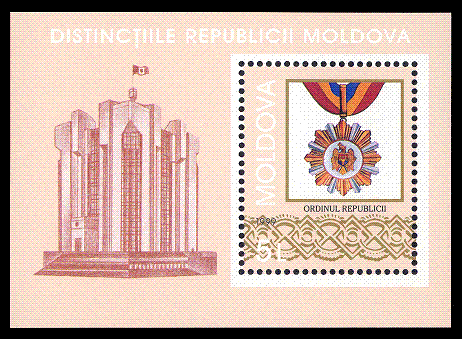
النيشان على طابع 1999 بريد مولدوفا

### أجانب
- أليكسي الثاني ملك موسكو
- ترايان بوسيسكو - رئيس رومانيا السابق
- سليمان ديميريل - الرئيس التاسع لتركيا
- ليونيد كوتشما - الرئيس السابق لأوكرانيا
- قربانقولي بيردي محمدوف - رئيس تركمانستان[4]
- روزين بليفنيليف - رئيس بلغاريا[5]
- أنجيلا ميركل[6] - مستشارة ألمانيا
- كلاوس يوهانيس - رئيس رومانيا[7]
- صوفيا روتارو
- داليا غريبوسكاتي - رئيسة جمهورية ليتوانيا[8]
- داتشيان سيولوتش - رئيس وزراء رومانيا السابق[9]
- فيكتور بونتا - رئيس وزراء رومانيا السابق[10]
- رجب طيب أردوغان - رئيس تركيا

## روابط خارجية
- باللغة الرومانية Preşedinţia Republicii Moldova